# Кониоло (Бреша)
Кониоло је насеље у Италији у округу Бреша, региону Ломбардија.
Према процени из 2011. у насељу је живело 777 становника. Насеље се налази на надморској висини од 77 м.